# Lourizela
Lourizela é uma aldeia da freguesia de Préstimo e Macieira de Alcoba, município de Águeda, situada nas faldas das serras de Águeda. Aldeia rústica, com 9 habitantes à semana, é ao fim de semana que ganha o movimento de outrora, nas suas ruas estreitas e sem saída, onde mal cabe um automóvel. Esta aldeia recomeçou a cativar os seus filhos e alguns forasteiros. Têm sido reconstruídas várias casas, o que lhe está a dar uma nova vida.